# Lodewijck Spillebout
Lodewijck Spillebout, ook wel gespeld als Luidewijck, Louwijk en Lodewijk (Zutphen, ca. 1627 – plaats onbekend, ca. 1659) was een Nederlands boekhandelaar en boekdrukker voornamelijk bekend om zijn publicaties binnen de dichtkunst.

## Levensloop
Spillebout werd rond 1627 geboren in Zutphen als zoon van een schoolmeester. Hij vertrok op jonge leeftijd naar Amsterdam, waar hij als 18-jarige werk vond als hulp van boekhandelaar Isaac de la Tombe. In 1649 trouwde Spillebout op 23-jarige leeftijd met Hester Wouters van den Berch, ook gespeld als Berchgt. Samen kregen zij twee dochters, die in overeenstemming met Spillebouts geloofsovertuiging rooms-katholiek werden gedoopt.
In 1650 vestigde de familie zich in de Kalverstraat, waar Spillebout van start ging als boekverkoper. Hij bracht werken uit binnen de dichtkunst, geschiedenis, geneeskunde, komedie. Twee jaar later verhuisde hij naar de Dam, waar hij tot 1654 zijn zaak had. Spillebout is tot 1659 actief gebleven in het boekenvak, maar na zijn laatste publicatie is er weinig bekend. Vermoedelijk overleed hij kort nadien.

## Invloed

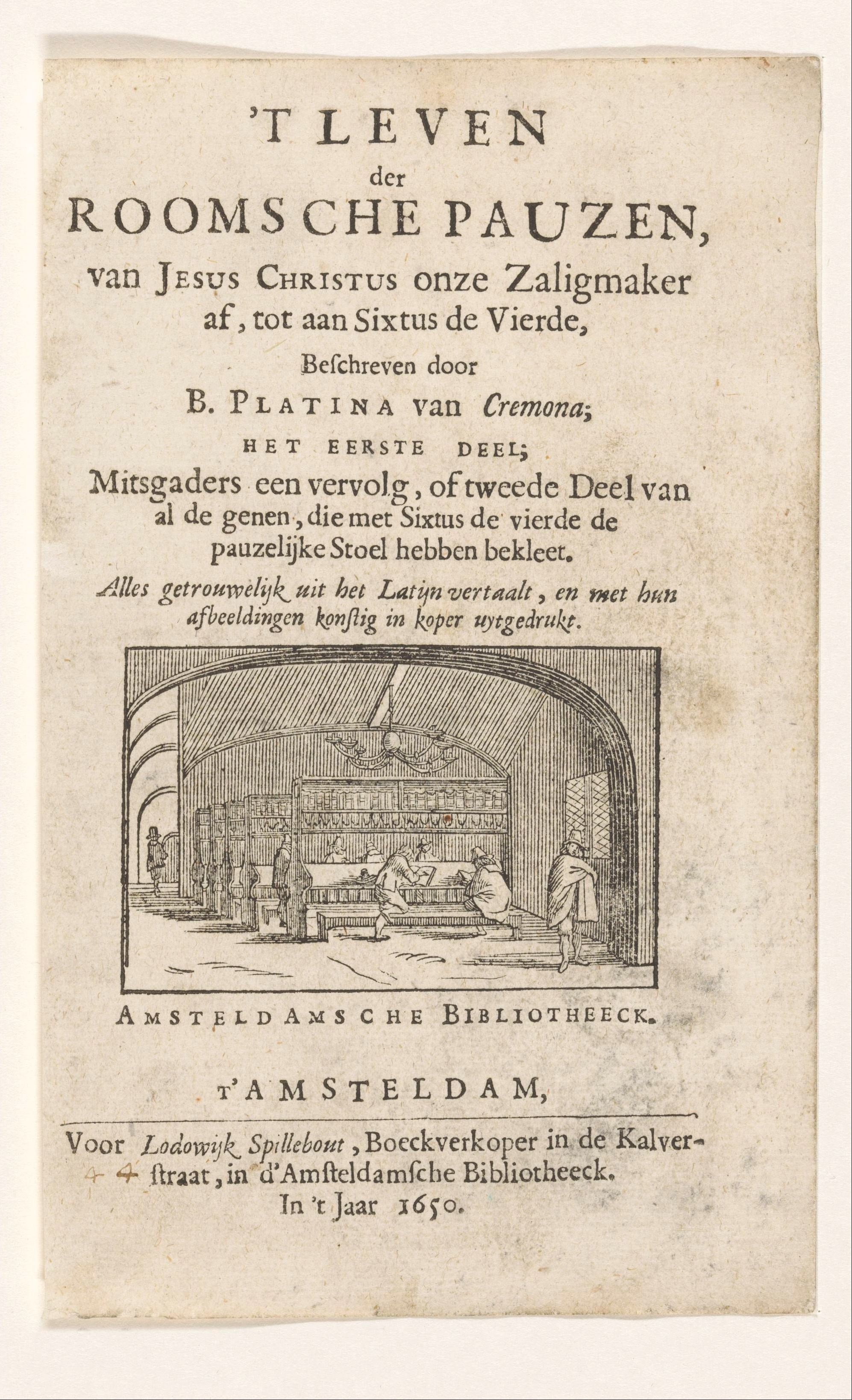
Titelpagina 'T leven der Roomsche Pauzen (1650) van Bartholomeus Platina met het uitgeversvignet.

Ondanks dat Spillebout actief was gedurende een relatief korte tijd, was zijn werk op meerdere vlakken invloedrijk.

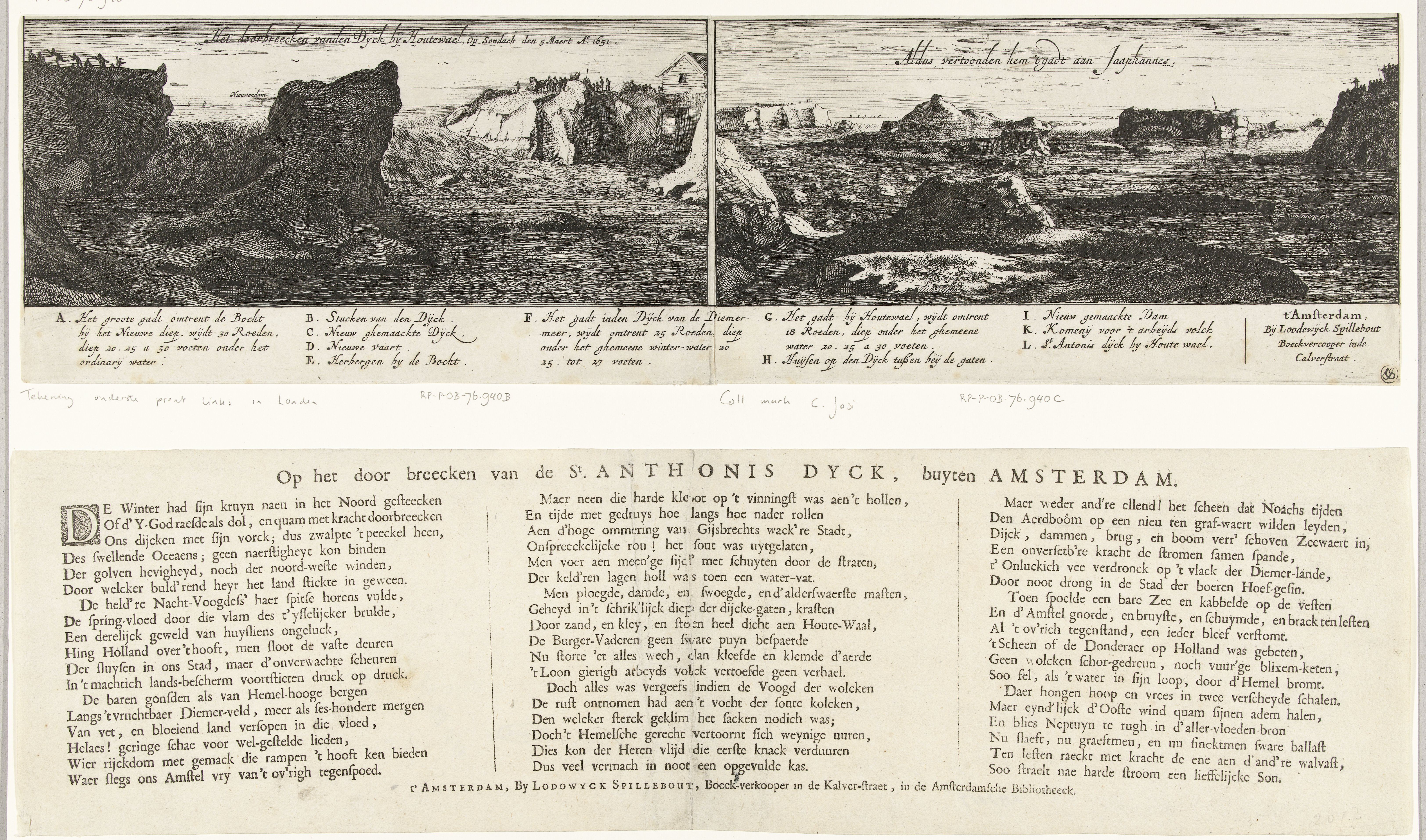
Gedicht over het doorbreken van de Sint-Antoniesdijk (1651), gepubliceerd door Lodewijck Spillebout.

Het uithangbord boven zijn zaak luidde: 'd' Amsteldamsche bibliotheeck', met soms de ondertitel 'Daar en is geen grooter verlies, als den Tijdt'. Als uitgeversvignet gebruikte hij een afbeelding van de Amsterdamse stadsbibliotheek in de Nieuwe Kerk. Dit vignet is een van de weinige voorbeelden die direct schetst hoe de eerste behuizing van de Amsterdamse stadsbibliotheek eruitzag halverwege de 17e eeuw. Opvallend genoeg was hij niet de enige die dit vignet had, maar Jacob, ook wel Jacobus, van den Bergh.
Spillebout was tevens bekend als 'trendsetter' binnen de dichtkunst. Zijn gedichtenbundels met werk van onder andere P.C. Hooft, Hugo de Groot en Constantijn Huygens, droegen bij aan de stijgende populariteit van de moderne Nederlandse dichtkunst. Dit was in die tijd opvallend omdat Nederlandse literatuur voorheen maar weinig voorkwam. De drang naar meer Nederlandse literatuur werd opgemerkt door uitgevers zoals Spillebout. Door het heruitgeven van werken van grote Nederlandse dichters, iets waar Spillebout zich voornamelijk mee bezig hield, werd er met de tijd een canon gecreëerd.

## Bekende publicaties
- 't Leven der Roomsche Pauzen (1650)
- Eufrasia. Oogen-troost, aen Parthenine, bejaerde maeghdl over de verduystering van haer een ooge (1651)
- Verscheyde Nederduytsche gedichten (1651)
- De veinzende Torquatus, treurspel (1652)
- Verscheyde Nederduytsche gedichten: Het Tweede Deel (1653)

## Auteurs door Spillebout uitgegeven
- Hugo de Groot
- Constantijn Huygens
- Jan Bara
- Laurens Reael
- Jacobus de Back
- Gerard Brandt
- Pieter Corneliszoon Hooft
- Matthijs van der Merwede

## Vertalers en bewerkers door Spillebout uitgegeven
- Pieter Dubbels
- Jan Vos
- Onuphrius Panvinius
- Nicolaas van Assendelft
- Leonard de Fuyter
- Jeremias de Decker
- Joost van den Vondel

## Drukkers met wie Spillebout samenwerkte
- Christoffel Cunradus
- Tymon Houthaeck

## Voetnoten
1. 1 2  (en) M.M. Kleerkooper, De boekhandel te Amsterdam voornamelijk in de 17e eeuw, deel 1 by Allard Pierson - The collections of the University of Amsterdam - Issuu. issuu.com. Geraadpleegd op 27 januari 2023.
2. 1 2  Gevonden in Delpher - De Amsterdamsche boekdrukkers en uitgevers in de zestiende eeuw. www.delpher.nl. Gearchiveerd op 27 juni 2022. Geraadpleegd op 27 januari 2023.
3. 1 2  Lodewijk Spillebout. www.vondel.humanities.uva.nl. Gearchiveerd op 27 januari 2023. Geraadpleegd op 27 januari 2023.
4. ↑  Eliseus Spillebout. www.vondel.humanities.uva.nl. Gearchiveerd op 27 januari 2023. Geraadpleegd op 27 januari 2023.
5. ↑  Indexen. archief.amsterdam. Gearchiveerd op 27 januari 2023. Geraadpleegd op 27 januari 2023.
6. ↑  Indexen. archief.amsterdam. Gearchiveerd op 27 januari 2023. Geraadpleegd op 27 januari 2023.
7. 1 2  Short Title Catalogue Netherlands (STCN). picarta.nl. Gearchiveerd op 27 januari 2023. Geraadpleegd op 27 januari 2023.
8. 1 2  DBNL, ‘In de Wereld vol Druckx’ Drukkers en boekverkopers en hun uithangtekens Paul Hoftijzer, De Boekenwereld. Jaargang 4. DBNL. Gearchiveerd op 27 januari 2023. Geraadpleegd op 27 januari 2023.
9. ↑  DBNL, ‘In de Wereld vol Druckx’ Drukkers en boekverkopers en hun uithangtekens Paul Hoftijzer, De Boekenwereld. Jaargang 4. DBNL. Gearchiveerd op 27 januari 2023. Geraadpleegd op 29 januari 2023.
10. ↑  DBNL, 9 Literatuur en muziek, 1650. Bevochten eendracht, Willem Frijhoff, Marijke Spies. DBNL. Gearchiveerd op 27 januari 2023. Geraadpleegd op 27 januari 2023.